# Санкт-Петербургский лейб-гвардии полк

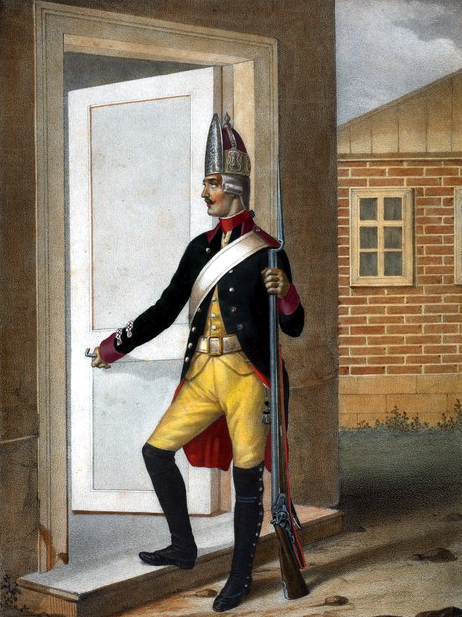
Фузелёр С.-Петербургского гренадерского полка. 1797—1801 гг.

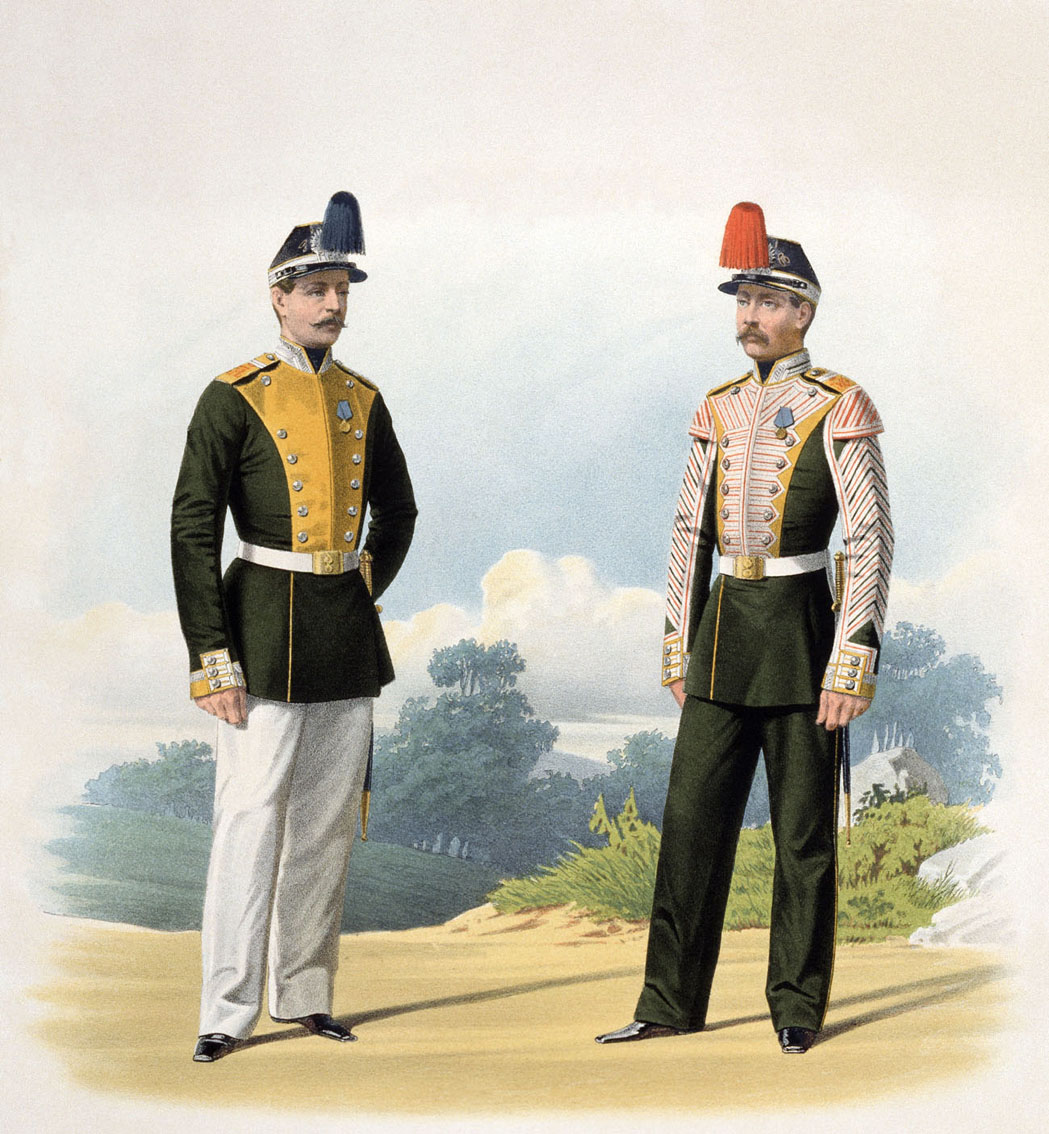
Унтер-офицер Кексгольмского гренадерского Императора Австрийского и музыкант С.-Петербургского гренадерского Короля Фридриха Вильгельма III полков. 1862 г.

Лейб-гвардии Санкт-Петербургский Короля Фридриха-Вильгельма III полк,
 с 26.07.1914 — лейб-гвардии Санкт-Петербургский полк,
 с 24.08.1914 — лейб-гвардии Петроградский полк — полк Российской Императорской гвардии.
Старшинство — 6 августа 1726 года.
Полковой праздник — 6 августа.
Дислокация — Варшава.

## История
- 6 августа 1726 г. — в Низовом корпусе сформирован полк фон Лукиева в составе 1 гренадерской (поступила из пехотного полка Зыкова) и 7 фузелерных рот.
- С 15 августа 1731 г. — Аджеруцкий пехотный полк.
- С 30 ноября 1732 г. — Навагинский пехотный полк.
- 27 января 1747 г. — сформирован 3-й батальон.
- 13 марта 1762 г. — переформирован в 2 батальона по 1 гренадерской и 5 мушкетерским ротам в каждом.
- 13 ноября 1769 г. — сформирована егерская команда.
- 26 мая 1777 г. — егерская команда отчислена на формирование егерских батальонов.
- 29 августа 1790 г. — к Навагинскому пехотному полку присоединен батальон Тенгинского пехотного полка, образован новый Санкт-Петербургский гренадерский полк из 4 батальонов 4-ротного состава.
- 29 ноября 1796 г. — переформирован в два пятиротных батальона и две флигель-роты.
- С 31 октября 1798 г. — Мушкетерский генерал-майора Голицына полк.
- С 24 марта 1800 г. — Гренадерский генерал-майора князя Волконского полк.
- С 3 мая 1800 г. — Гренадерский генерал-майора Сафонова полк.
- С 2 января 1801 г. — Гренадерский генерал-лейтенанта Сакена полк.
- С 29 мая 1801 г. — Санкт-Петербургский гренадерский полк.
- 30 апреля 1802 г. — полк переформирован в 3 батальона.
- 16 мая 1803 г. — одна рота отчислена на формирование Копорского мушкетерского полка, взамен её сформирована новая.
- С 7 октября 1814 г. — Гренадерский Его Величества короля Прусского полк.
- 12 августа 1817 г. — 2-й батальон полка назначен в Новгород в округ военных поселений, а 1-й и 3-й батальоны названы действующими.
- Январь 1821 г. — 1-й батальон в полном составе (13 офицеров, 636 нижних чинов) переведен в лейб-гвардии Семёновский полк. Взамен сформирован новый батальон.
- 27 февраля 1824 г. — 2-й поселенный батальон назван 3-й батальоном, а 3-й действующий батальон — 2-м действующим.
- 22 октября 1831 г. — полку повелено состоять при Отдельном гвардейском корпусе в составе 6-й бригады.
- 8 ноября 1831 г. — Округ военных поселений отделен от полка.
- С 26 мая 1840 г. — Гренадерский короля Фридриха-Вильгельма III полк.
- 25 января 1842 г. — сформирован 4-й батальон из бессрочноотпускных нижних чинов для составления запасных войск.
- 26 августа 1856 г. — переформирован в 3 батальона по 3 стрелковых роты в каждом.
- С 19 марта 1857 г. — Санкт-Петербургский гренадерский короля Фридриха-Вильгельма III полк.
- С 6 декабря 1894 г. — Лейб-гвардии Санкт-Петербургский короля Фридриха-Вильгельма III полк. Пожалованы права Старой Гвардии.
- 18 июля 1914 г. — в связи с мобилизацией полка сформирован запасной батальон.
- С 26 июля 1914 г. — лейб-гвардии Санкт-Петербургский полк.
- С 24 августа 1914 г. — лейб-гвардии Петроградский полк. Сражался в Первую мировую войну, в частности, на Стоходе в июле 1916 г.[3]
- В 1917 г. переименован в гвардии Петроградский полк.
- 9 мая 1917 г. — запасной батальон развёрнут в гвардии Петроградский резервный полк.
- 28 февраля 1918 г. — действующий полк расформирован.
- 29 апреля 1918 г. — резервный полк расформирован.

Летом 1919 года имел 2 роты во 2-м батальоне 2-го Сводно-гвардейского полка, 16 сентября 1919 года сформирован батальон под командой полковника Апухтина в 3-м сводно-гвардейском полку (две роты действовали отдельно). В Русской армии с августа 1920 года составлял роту в 3-м батальоне Сводного гвардейского пехотного полка. Полковое объединение в эмиграции — «Главное объединение л.-гв. Петроградского полка» (Белград, затем Париж), которое на 1951 года насчитывало 19 человек.

## Шефыполка
- xx.xx.1793—xx.xx.xxxx — генерал-аншеф граф Салтыков, Иван Петрович
- 03.05.1795—17.11.1796 — великий князь Константин Павлович
- 03.12.1796—10.01.1798 — генерал от инфантерии (с 05.04.1797 генерал-фельдмаршал) граф Эльмпт, Иван Карпович
- 10.01.1798—24.03.1800 — генерал-майор (с 31.12.1799 генерал-лейтенант) князь Голицын, Борис Владимирович
- 24.03.1800—03.05.1800 — генерал-майор князь Волконский, Дмитрий Михайлович
- 03.05.1800—02.01.1801 — генерал майор Сафонов, Павел Андреевич
- 02.01.1801—09.02.1811 — генерал-лейтенант барон фон дер Остен-Сакен, Фабиан Вильгельмович
- 09.02.1811—27.02.1812 — генерал-майор Мордвинов, Владимир Михайлович
- 27.02.1812—29.12.1812 — генерал-майор Фок, Борис Борисович
- 28.01.1813—01.09.1814 — полковник (с 20.07.1814 генерал-майор) Ахте, Егор Андреевич
- 07.10.1814—26.05.1840 — Король Прусский Фридрих-Вильгельм III
- 05.03.1863—26.02.1888 — Император Германский, Король Прусский Вильгельм I
- 27.02.1888—05.06.1888 — Император Германский, Король Прусский Фридрих III (с 20.02.1871 — 2-й шеф)
- 06.06.1888—01.08.1914 — Император Германский, Король Прусский Вильгельм II

## Командиры полка
(Командующий в дореволюционной терминологии означал временно исполняющего обязанности начальника или командира).
- Полковник фон Лунев

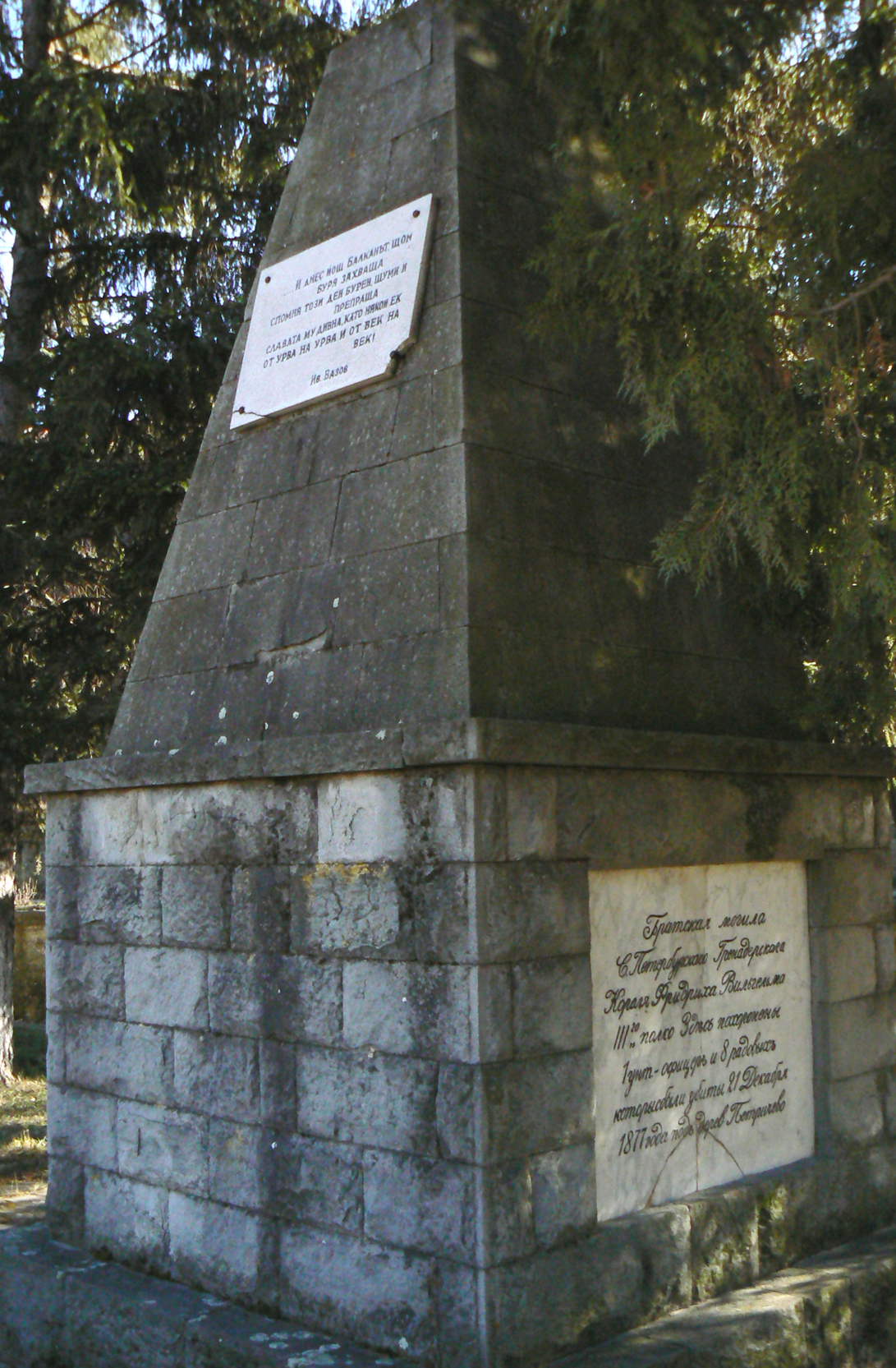
Памятник в Петриче

- Полковник Де-Буасгобей, Леопольд Исаакович
- Полковник Сухотин, Яков
- Полковник Ильин, Андрей
- 17.14.1763—01.01.1770 — полковник князь Мещерский, Семён Борисович
- Полковник Дмитриев, Иван
- Полковник князь Мещерский, Сергей
- Полковник Кутузов, Пётр
- Полковник Ртищев, Николай
- Бригадир Ермолов, Николай
- 05.02.1790—02.09.1793 — полковник князь Цицианов, Павел Дмитриевич
- 02.09.1793—27.07.1794 — полковник Кузьмин-Караваев, Дмитрий Петрович
- 13.09.1794—01.10.1797 — полковник Эссен, Иван Николаевич
- 01.10.1797—25.05.1798 — полковник граф фон Эльмпт, Евгений Иванович
- 04.07.1798—30.04.1799 — полковник Кульнев, Иван Петрович
- 30.05.1799—14.09.1800 — полковник Данзас, Карл Иванович
- 02.10.1800—04.06.1801 — полковник Гнааде, Карл Юрьевич
- 04.06.1801—19.12.1802 — генерал-майор Кульнев, Иван Петрович
- 24.01.1803—09.02.1805 — полковник Линдфорс, Фёдор Андреевич
- 20.03.1805—17.01.1811 — подполковник (с 12.12.1807 полковник) барон Розен, Фёдор Фёдорович
- 29.10.1811—10.11.1811 — полковник Губертий, Александр Яковлевич
- 10.11.1811—05.07.1812 — полковник Быков, Александр Николаевич
- 28.08.1812—28.01.1813 — подполковник (с 21.11.1812 полковник) Ахте, Егор Андреевич
- 02.06.1813—07.10.1814 — майор (с 05.12.1813 подполковник) Пайкуль, Иоганн Робертович
- 07.10.1814—01.01.1816 — полковник Машенский, Денис Денисович
- 01.01.1816—23.01.1824 — полковник (с 30.08.1823 генерал-майор) Берхман, Александр Петрович
- 23.01.1824—06.10.1831 — полковник Чевакинский, Михаил Иванович
- 06.10.1831—10.03.1832 — генерал-майор Ребиндер, Алексей Максимович
- 10.03.1832—03.05.1833 — генерал-майор Николаев, Никита Иванович
- 04.05.1833—18.04.1839[4] — полковник (с 25.06.1833 генерал-майор) Обрадович, Ефим Николаевич
- 24.04.1839—27.10.1842 — генерал-майор Липранди, Павел Петрович
- 27.10.1842—26.11.1852 — генерал-майор Глухов, Хрисанф Васильевич
- 26.11.1852—09.03.1855 — генерал-майор Мусин-Пушкин, Алексей Петрович
- 09.03.1855—10.02.1861 — полковник (с 08.09.1855 генерал-майор) Яковлев, Павел Андреевич
- 10.02.1861—xx.xx.1865 — полковник (с 30.08.1862 генерал-майор) Карцов, Павел Петрович
- 23.11.1865—09.06.1873 — полковник (с 30.08.1866 генерал-майор) Аллер, Александр Самойлович
- 09.06.1873—14.09.1877 — полковник (с 17.04.1877 генерал-майор) граф Комаровский, Владимир Егорович
- 14.09.1877—xx.xx.1880 — генерал-майор Курлов, Аркадий Никанорович
- 22.11.1880—19.04.1887 — генерал-майор Конаржевский, Даниил Альбертович
- 19.04.1887—05.05.1890 — генерал-майор Дембовский, Леонид Матвеевич
- 05.05.1890—08.06.1899 — флигель-адъютант полковник (с 30.08.1890 генерал-майор) Фуллон, Иван Александрович
- 18.08.1899—02.07.1901 — генерал-майор Бутаков, Александр Михайлович
- 20.09.1901—27.02.1907 — генерал-майор фон Беккер, Альфред-Станислав Васильевич
- 29.03.1907—30.05.1912 — генерал-майор барон фон дер Бринкен, Леопольд Фридрихович
- 30.05.1912—07.10.1914 — генерал-майор барон Боде, Николай Андреевич
- 08.10.1914—23.06.1917 — полковник (с 22.03.1915 генерал-майор) Беляков, Александр Васильевич
- 23.06.1917—22.09.1917 — командующий полковник Великопольский, Николай Николаевич
- 23.09.1917—31.12.1917 — командующий полковник Федотов, Александр Иванович

## Знаки отличия
- Полковые Георгиевские знамёна с Александровскими юбилейными лентами и надписью: «За отличие в Турецкую войну 1877 и 1878 годов». Пожалованы Высочайшим приказом 17 апреля 1878 года.
- Шефские ленты на знамёна, пожалованные: императором Вильгельмом I — 2 июня 1874 года и 6 августа 1878 года; императором Вильгельмом II — 21 апреля 1897 года в память 25-летия занесения его в списки полка.
- Знаки на головные уборы с надписью: «За отличие». Пожалованы 19 августа 1815 года за подвиги в кампаниях 1812—1814 годов.
- Марш, сочинённый шефом полка королём Фридрихом Вильгельмом III. Пожалован в марте 1835 года. Исполнялся при встрече знамён и начальников как «полковая честь».

## Знаменитые люди, служившие в полку
- Барклай-де-Толли, Михаил Богданович — генерал-фельдмаршал.
- Дюгамель, Осип Осипович (1758—1840) — Лифляндский губернатор.
- Иолшин, Михаил Александрович (1830—1883) — генерал, участник Кавказских походов и Русско-турецкой войны 1877—1878 гг.
- Кобылинский, Евгений Степанович — полковник.
- Лихачёв, Пётр Гаврилович (1758—1813) — генерал, участник Суворовских Кавказских походов и Русско-шведской войны 1788—1790 гг., один из героев Бородинского сражения (1812).